# Vanessa Magg
Vanessa Magg (* 8. Juni 1997 in Voitsberg, Steiermark) ist eine ehemalige österreichische Handballspielerin.

## Karriere
Magg begann in ihrer Jugend beim JHC Voitsberg Handball zu spielen. Später wechselte die Rückraumspielerin zu HIB Graz. In der Saison 2016/17 lief Magg sowohl in der Women Handball Austria für ATV Trofaiach, als auch für HIB Handball in der zweiten Liga auf. 2017/18 wechselte die Rechtshänderin zu den Füchse Berlin Reinickendorf in die 2. Handball-Bundesliga. 2018/19 erreichte Magg mit dem Team das Achtelfinale des DHB-Pokal. 2019/20 wurde sie von der HSG Bad Wildungen für die Handball-Bundesliga verpflichtet. Im August 2019 verletzte sich Magg schwer am Knie. Am 12. August 2020 verletzte sie sich, bei einem Testspiel gegen Borussia Dortmund, erneut am Knie und musste damit für eine längere Zeit pausieren. 2021/22 wurde die gebürtige Voitsbergerin von den BT Füchsen verpflichtet und wechselte damit wieder in die Women Handball Austria. Nach einer neuerlichen Knieverletzung beendete Magg ihre Karriere.
Magg lief für diverse Jugendnationalteam auf. Außerdem lief sie in 8 Spielen für die Österreichische Frauen-Handballnationalmannschaft auf.
Seit der Saison 2022/23 ist Magg als Co-Trainerin für die BT Füchse aktiv.